# Dodbrooke
Dodbrooke – osada w Anglii, w Devon. Leży 27,9 km od miasta Plymouth, 51,4 km od miasta Exeter i 292,6 km od Londynu. W 1891 roku civil parish liczyła 1312 mieszkańców. Dodbrooke jest wspomniana w Domesday Book (1086) jako Dodebroch/Dodebroca.